# ريمست
ريمست (Riemst) هي قرية وبلدية تقع في مقاطعة ليمبورخ في بلجيكا.

## أعلام
- نيكولاس ديفالك